# Cardiophorus hinkei
Cardiophorus hinkei là một loài bọ cánh cứng trong họ Elateridae. Loài này được I. Frivaldszky miêu tả khoa học năm 1837.